# Загублений світ (фільм, 2001)
«Загублений світ» (англ. The Lost World) — художній телефільм 2001 року за мотивами роману Артура Конана Дойла «Загублений світ».

## Сюжет
На початку XX століття знаменитий професор Челленджер робить приголомшливе відкриття — на віддаленому плато в джунглях Амазонки існує дивний і прекрасний світ, в якому досі мешкають динозаври. Мільйони років еволюції його не торкнулися — він залишився в первозданному вигляді. Щоб переконати скептиків, група шукачів пригод — сам Челленджер, його дивакуватий колега професор Саммерлі, дівчина Агнес з місіонерського селища, безстрашний мисливець Джон Рокстон і молодий репортер Едвард Мелоун — вирушають у захопливу, сповнену небезпеками подорож на пошуки цього дивного доісторичного світу.

## Показані тварини
- Птеранодон
- Ігуанодон
- Алозавр
- Пітекантроп
- Брахіозавр
- Ентелодон
- Гіпсилофодон
- Апатозавр
- Диплодоки

## В ролях
| Актор         | Роль                       |
| ------------- | -------------------------- |
| Боб Госкінс   | професор Джордж Челленджер |
| Джеймс Фокс   | професор Лео Саммерлі      |
| Том Ворд      | лорд Джон Рокстон          |
| Метью Ріс     | Едвард Мелоун              |
| Елейн Кессіді | Агнес                      |
| Пітер Фальк   | Тео Керр                   |
| Джоанна Пейдж | Гледіс                     |

## Відмінності від книги
- В романі Джон Рокстон не гине і не залишається жити серед індіанців, а повертається разом з усіма героями в Лондон і присутній у продовженні «Загубленого світу».
- Агнес у книзі відсутня, як і її дядько-місіонер. У фільмі йому відведена роль деяких провідників з книги.
- З тварин у фільмі не показані стегозавр, мегалозавр, плезіозавр і фороракос[en], зате присутні завроподи, ентелодон і гіпсилофодон, яких у книзі немає. Місце птеродактиля у фільмі відведено птеранодону.
- Алозаври в книзі самі напали на село тубільців, у фільмі ж їх закликали пітекантропи.
- Професорів Саммерлі і Челленджера трохи «поміняли місцями». З книги очевидно, що Челленджер одружений (в сюжеті присутня його дружина, за описом — тендітна, але відважна жінка), а ось про сім'ю Саммерлі не сказано ні слова. У фільмі ж професор Челленджер — закоренілий холостяк, а професор Саммерлі — батько великого сімейства, що має не тільки дружину, але й трьох дітей.
- В кінці фільму мандрівники приховують розташування землі Мепл-Вайта і повністю заперечують свою знахідку, в книзі ж їх несуть на руках з оваціями як першовідкривачів.

## Факти про фільм
- У фільмі використовуються унікальні комп'ютерні технології, які використовувалися під час знімання серіалу «Прогулянки з динозаврами».
- Фільм знімали в Новій Зеландії в національному парку Нельсона Лейкса, на західному узбережжі і в інших мальовничих місцях острова.
- Фільм зачіпає одну з найбільш дискусійних проблем палеонтології початку XX століття — спосіб пересування динозавра ігуанодона. На думку професора Саммерлі, ця тварина була двоногою, а Челленджер вважає його чотириногим і, за сюжетом, виявляється правим. Насправді ж ігуанодони та їх близькі родичі могли пересуватися і так, і так.

## Повна версія фільму
Є два варіанти фільму, один з яких укорочений. Серед видалених сцен переважно незначні моменти:
- Докладно показано як мандрівники забираються на плоскогір'я;
- Ігуанодон розжовує гілку папороті перед приголомшеним Челленджером;
- Агнес і Мелоун йдуть берегом озера, розшукуючи Рокстона;
- У селі тубільців Саммерлі будує аероплан у надії залишити плато;
- Челленджер вивчає пітекантропів, уміщених у дерев'яну клітку.
- Агнес і Мелоун бачать як два алозаври виходять з лісу і направляються в село.
- Один з алозаврів наближається до села з іншого боку.

## Нагороди

### BAFTA TV Award
- 2002 — номінація на премію «BAFTA TV Award» у категорії «найкраща оригінальна музика до телефільму» (Роберт Лейн)
- 2002 — номінація на премію «BAFTA TV Award» у категорії «найкращий звук» (Г'ю Джонсон, Девід Медіген, Девід Крозьєр)
- 2002 — номінація на премію «BAFTA TV Award» у категорії «кращі візуальні ефекти» (Вільям Бартлетт)

### Еммі
- 2003 — номінація на премію «Еммі» в категорії «найкраща музична композиція для міні-серіалу або кінофільму» (Роберт Лейн)
- 2003 — номінація на премію «Еммі» в категорії «найкращі візуальні ефекти для міні-серіалу або кінофільму» (Скотт Гріффін, Вільям Бартлетт, Вергілій Меннінг, Даррен Байфорд, Саймон Веллі, Бен Кронін, Пол Верралл, Джон Говарс, Джез Гарріс)